# Национально-региональный компонент государственного стандарта общего образования
Национально-региональный компонент государственного стандарта общего образования — компонент государственного стандарта общего образования. Устанавливался республикой — субъектом Российской Федерации. Отменён 1 декабря 2007 года Федеральным законом № 309-ФЗ «О внесении изменений в отдельные законодательные акты РФ в части изменения понятия и структуры государственного образовательного стандарта».
Национально-региональный компонент государственного стандарта общего образования разрабатывался на основе Федерального компонента государственного стандарта общего образования.
Наличие в образовательной программе, реализуемой образовательным учреждением, национально-регионального компонента государственного образовательного стандарта, основанного на принципе включения обучающихся в родную этнокультурную среду и национальные традиции, давало образовательному учреждению статус национального образовательного учреждения.
В федеральном базисном учебном плане региональному (национально-региональным) компоненту отводится не менее 10 процентов и не более 15 процентов от общего нормативного времени, отводимого на освоение образовательных программ общего образования.
По решению органов управления образованием и образовательных учреждений продолжительность учебного года могла быть изменена в пределах от 34 до 37 учебных недель, поэтому дополнительным резервом увеличения регионального (национально-регионального) компонента являлось увеличение продолжительности учебного года в установленных пределах.
В Федеральном базисном учебном плане для образовательных учреждений Российской Федерации рекомендовалось отводить дополнительный третий час из национально-регионального компонента на преподавание учебного предмета «Физическая культура».

## Список
Национально-региональный компонент государственного стандарта общего образования был включен в программы общего образования в следующих республиках:
- Национально-региональный компонент государственного стандарта общего образования (Республика Адыгея)
- Национально-региональный компонент государственного стандарта общего образования (Республика Алтай)
- Национально-региональный компонент государственного стандарта общего образования (Республика Башкортостан)
- Национально-региональный компонент государственного стандарта общего образования (Республика Бурятия)
- Национально-региональный компонент государственного стандарта общего образования (Республика Дагестан)
- Национально-региональный компонент государственного стандарта общего образования (Республика Ингушетия)
- Национально-региональный компонент государственного стандарта общего образования (Кабардино-Балкарская Республика)
- Национально-региональный компонент государственного стандарта общего образования (Республика Калмыкия)
- Национально-региональный компонент государственного стандарта общего образования (Карачаево-Черкесская Республика)
- Национально-региональный компонент государственного стандарта общего образования (Республика Карелия)
- Национально-региональный компонент государственного стандарта общего образования (Республика Коми)
- Национально-региональный компонент государственного стандарта общего образования (Республика Марий Эл)
- Национально-региональный компонент государственного стандарта общего образования (Республика Мордовия)
- Национально-региональный компонент государственного стандарта общего образования (Республика Саха)
- Национально-региональный компонент государственного стандарта общего образования (Республика Северная Осетия — Алания)
- Национально-региональный компонент государственного стандарта общего образования (Республика Татарстан)
- Национально-региональный компонент государственного стандарта общего образования (Республика Тыва)
- Национально-региональный компонент государственного стандарта общего образования (Удмуртская Республика)
- Национально-региональный компонент государственного стандарта общего образования (Республика Хакасия)
- Национально-региональный компонент государственного стандарта общего образования (Чеченская Республика)
- Национально-региональный компонент государственного стандарта общего образования (Чувашская Республика)

Содержание национально-регионального компонента государственного стандарта общего образования имело отличия в зависимости от республики.

## Национально-региональный компонент государственного стандарта общего образования в Чувашской Республике
Национально-региональный компонент государственного стандарта общего образования в Чувашской Республике — компонент государственного стандарта общего образования. Устанавливается Чувашской Республикой.

### Общие сведения
Утверждение национально-регионального компонента относится к компетенции Кабинета Министров Чувашской Республики.
Разрабатывается на основе Федерального компонента государственного стандарта общего образования в Российской Федерации.
Национально-региональный компонент государственного стандарта общего образования в Чувашской Республике, наравне с федеральным компонентом и компонентом образовательного учреждения является основой объективной оценки уровня образования и квалификации учащихся независимо от форм получения образования.
Закон Чувашской Республики «О языках в Чувашской Республике» и национально-региональный компонент государственного стандарта общего образования регламентируют изучение государственных языков Чувашской Республики во всех имеющих государственную аккредитацию образовательных учреждениях.
Национально-региональный компонент государственного стандарта общего образования отражается в базисном учебном плане образовательных учреждений Чувашской Республики, применяемым общеобразовательным учреждениям Чувашской Республики в качестве основы при разработке учебных планов.

### Базисный учебный план
В настоящее время общеобразовательные учреждения Чувашской Республики при разработке учебных планов исходят из базисного учебного плана, утверждённого Приказом Министра образования и молодёжной политики Чувашской Республики Г. П. Черновой за № 473 от 10 июня 2005 года.
В базисном учебном плане для классов начального общего образования с русским языком обучения при 5-дневной учебной неделе национально-региональный компонент и компонент образовательного учреждения отсутствуют. При 6-дневной учебной неделе на национально-региональный компонент и компонент образовательного учреждения выделяются 11 часов.
| Учебные предметы                                                           | Количество часов в неделю по классам | Количество часов в неделю по классам | Количество часов в неделю по классам | Количество часов в неделю по классам | Всего |
| Учебные предметы                                                           | I                                    | II                                   | III                                  | IV                                   | Всего |
| Чувашский язык                                                             | 2                                    | 3                                    | 3                                    | 3                                    | 11    |
| Национально-региональный компонент и компонент образовательного учреждения | 2                                    | 3                                    | 3                                    | 3                                    | 11    |
| Предельно допустимая аудиторная учебная нагрузка                           | 20                                   | 25                                   | 25                                   | 25                                   | 95    |

В базисном учебном плане для классов начального общего образования с родным (нерусским) языком обучения при 6-дневной учебной неделе на национально-региональный компонент и компонент образовательного учреждения выделяются 23 часа.
| Учебные предметы                                                           | Количество часов в неделю по классам | Количество часов в неделю по классам | Количество часов в неделю по классам | Количество часов в неделю по классам | Всего |
| Учебные предметы                                                           | I                                    | II                                   | III                                  | IV                                   | Всего |
| Чувашский язык                                                             | 3                                    | 3                                    | 3                                    | 3                                    | 12    |
| Литературное чтение                                                        | 2                                    | 3                                    | 3                                    | 3                                    | 11    |
| Национально-региональный компонент и компонент образовательного учреждения | 5                                    | 6                                    | 6                                    | 6                                    | 23    |
| Предельно допустимая аудиторная учебная нагрузка                           | 20                                   | 25                                   | 25                                   | 25                                   | 95    |

Данные по 5-дневной учебной неделе отсутствуют.
В базисном учебном плане для классов основного общего образования с русским языком обучения при 5-дневной учебной неделе национально-региональный компонент и компонент образовательного учреждения отсутствуют.
При 6-дневной учебной неделе на национально-региональный компонент и компонент образовательного учреждения выделяются 11 часов.
| Учебные предметы                                                           | Количество часов в неделю по классам | Количество часов в неделю по классам | Количество часов в неделю по классам | Количество часов в неделю по классам | Количество часов в неделю по классам | Всего |
| Учебные предметы                                                           | V                                    | VI                                   | VII                                  | VIII                                 | IX                                   | Всего |
| Чувашский язык                                                             | 3                                    | 3                                    | 3                                    | 3                                    | 3                                    | 15    |
| Национально-региональный компонент и компонент образовательного учреждения | 2                                    | 2                                    | 2                                    | 2                                    | 3                                    | 11    |
| Предельно допустимая аудиторная учебная нагрузка                           | 31                                   | 32                                   | 34                                   | 35                                   | 35                                   | 167   |

В образовательных учреждениях, реализующих программы общего образования, для организации изучения учащимися содержания образовательных программ краеведческой направленности в национально-региональный компонент переданы часы в 6 классе — 1 час в неделю учебного предмета «География» и 1 час в неделю учебного предмета «Биология»; в 8 классе — 1 час в неделю учебного предмета «Искусство» и 1 час в неделю учебного предмета «Технология»; в 9 классе — 1 час в неделю учебного предмета «История». Указанные часы рекомендуется использовать для преподавания в 5-8 классах по 1 часу в неделю интегрированного учебного предмета «Культура родного края», остальные — для преподавания физической культуры. В 9 классе 1 час в неделю учебного предмета «Искусство» передается на изучение учебного предмета «Культура родного края».
Три часа, предусмотренные на национально-региональный компонент в 9 классе, используются на предпрофильную подготовку, из них 2 часа в неделю — на введение элективных курсов и курсов по выбору. 1 час в неделю — на информационную работу, на мероприятия профориентационного характера, на анкетирование и консультирование учащихся 9 классов.
В базисном учебном плане для классов основного общего образования с русским (неродным) языком обучения при 6-дневной учебной неделе на национально-региональный компонент и компонент образовательного учреждения выделяются 6 часов.
| Учебные предметы                                                           | Количество часов в неделю по классам | Количество часов в неделю по классам | Количество часов в неделю по классам | Количество часов в неделю по классам | Количество часов в неделю по классам | Всего |
| Учебные предметы                                                           | V                                    | VI                                   | VII                                  | VIII                                 | IX                                   | Всего |
| Чувашский язык                                                             | 3                                    | 2                                    | 2                                    | 2                                    | 1/2                                  | 10,5  |
| Чувашская литература                                                       | 3                                    | 2                                    | 2                                    | 2                                    | 2/1                                  | 10,5  |
| Национально-региональный компонент и компонент образовательного учреждения | 1                                    | 1                                    | 1                                    |                                      | 3                                    | 6     |
| Предельно допустимая аудиторная учебная нагрузка                           | 31                                   | 32                                   | 34                                   | 35                                   | 35                                   | 167   |

В образовательных учреждениях, реализующих программы общего образования, часы национально-регионального компонента в 5-7 классах по 1 часу в неделю рекомендуются использовать для преподавания интегрированного учебного предмета «Культура родного края». В 8-м классе учебный материал по учебному предмету «Культура родного края» изучается интегрированно на уроках родной литературы, общественных дисциплин, музыки и ИЗО, в 9 классе 1 час в неделю учебного предмета «Искусство» передается на изучение учебного предмета «Культура родного края».
Три часа, предусмотренные на национально-региональный компонент в 9 классе, используются на предпрофильную подготовку, из них 2 часа в неделю — на введение элективных курсов и курсов по выбору, 1 час в неделю — на информационную работу и на мероприятия профориентационного характера и на психолого-педагогическую диагностику, анкетирование и консультирование учащихся 9 классов.
Данные по 5-дневной учебной неделе отсутствуют.
В базисном учебном плане для классов среднего (полного) общего образования с русским языком обучения при 6-дневной учебной неделе на национально-региональный компонент выделяется 2 часа.
| Учебные предметы                                 | Количество часов в неделю по классам | Количество часов в неделю по классам | Всего |
| Учебные предметы                                 | X                                    | XI                                   | Всего |
| Чувашская литература                             | 1                                    | 1                                    | 2     |
| Национально-региональный компонент               | 1                                    | 1                                    | 2     |
| Предельно допустимая аудиторная учебная нагрузка | 36                                   | 36                                   | 72    |